# Lavaux
Comtat de Lavaux
Lavaux és una regió vinícola al cantó suís de Vaud al districte de Lavaux. Les terrasses que ocupen les vinyes van ser construïdes pels monjos fa 800 anys amb una superfície total de 830 hectàrees. La principal varietat de raïm que creix en aquests vinyes és la Chasselas. Les vinyes estan protegides per les lleis locals i des del juliol del 2007 pertanyen al Patrimoni de la Humanitat de la UNESCO.